# 泰勒·安德森
泰勒·約翰·安德森（英語：Tyler John Anderson，1989年12月30日—），為美國職棒大聯盟的投手，目前效力於洛杉磯天使。他先前曾效力過洛磯、巨人、海盜與水手等隊。安德森在2011年大聯盟選秀被洛磯於第一輪20順位選中，並在2016年登上大聯盟。

## 職業生涯

### 科羅拉多洛磯
2011年美國職棒大聯盟選秀，洛磯在首輪20順位選進安德森。2012年，他在小聯盟投出12勝3敗，防禦率2.47。
2013年，安德森名列洛磯隊內新秀第6名。他在球季末因為出現疲勞性骨折，因此他在2014年受到投球局數限制。2015年，安德森整年都在養傷，後來他在2016年季中升上3A。
2016年6月12日，安德森登上大聯盟。整季他拿下5勝6敗，防禦率5.34。
2017年，他在大聯盟首個完整球季拿下6勝6敗，防禦率4.81。球季末3個月，他因為膝蓋發炎動手術導致缺席剩餘比賽。
2018年，他拿下7勝9敗，防禦率4.55。這年他的被全壘打數和被盜三壘數都是國聯第一。2019年，他在開季沒多久就因為膝蓋傷勢再次休息。後來他被下放3A進行復健賽，結果沒多久又受傷。6月11日，他進行軟骨手術導致整季報銷。該年他吞下3敗，防禦率11.76。球季結束後，洛磯隊不與安德森續約。

### 舊金山巨人
2019年10月30日，巨人隊在讓渡名單中選走安德森。他在10月3日和巨人隊簽下1年合約。2020年8月22日，他投出生涯首場完投勝。整季他拿下4勝3敗，防禦率4.37。

### 匹茲堡海盜
2021年2月17日，安德森和海盜隊簽下1年合約。他在海盜隊先發18場比賽，拿下5勝8敗，防禦率4.35。

### 西雅圖水手
2021年7月27日，海盜將安德森交易到水手，換來Cristian Hernandez和Abrahan Gutierrez。不過後來Cristian Hernandez被爆出體檢未通過，因此水手改換Carter Bins和Joaquin Tejada已完成交易。

### 洛杉磯道奇
2022年3月18日，道奇和安德森簽下一年800萬美金的合約。在克萊頓·克蕭和安德魯·希尼相繼進入傷兵名單後，安德森適時的填補了道奇的先發輪值缺口，5月23日，安德森對戰國民投出轉隊代表作，8局送出8張老K，且讓對手從開局起16上16下，終場收下賽季的第5勝。2022年6月16日，安德森對戰天使，在前八局沒有被擊出安打，可惜在第九局被天使隊打者大谷翔平擊出一支三壘安打，無緣無安打比賽，但最終仍以8+1⁄3局8K的表現收下勝投。

## 外部連結
- 球員資訊和成績在MLB ，ESPN ，Retrosheet ，Baseball Reference ，Baseball Reference (Minors) ，Fangraphs ，The Baseball Cube （英文）